# Claude Wagner (homme politique)
 (janvier 2022).
Si vous disposez d'ouvrages ou d'articles de référence ou si vous connaissez des sites web de qualité traitant du thème abordé ici, merci de compléter l'article en donnant les références utiles à sa vérifiabilité et en les liant à la section « Notes et références ».
Pour les articles homonymes, voir Wagner et Claude Wagner.
Claude Wagner, né le 4 avril 1925 à Shawinigan et mort le 11 juillet 1979 à Montréal, est un avocat, juge, procureur de la couronne, professeur et homme politique provincial et fédéral du Québec.

## Biographie

### Politique québécoise
Né à Shawinigan en Mauricie, Claude Wagner commença sa carrière politique en devenant député de la circonscription de Montréal-Verdun lors d'une élection partielle en 1964. Alors au pouvoir, il servit successivement comme solliciteur général, procureur général et devint le tout premier ministre du ministère de la Justice dans le gouvernement de Jean Lesage. Réélu dans Verdun en 1966, il devint alors député de l'opposition. Après sa défaite dans la course à la chefferie du Parti libéral du Québec face à Robert Bourassa en 1970, il quitta la politique pour retourner à la pratique du droit.

### Politique canadienne
En 1972, il devint député du Parti progressiste-conservateur du Canada dans la circonscription fédérale de Saint-Hyacinthe. Réélu en 1974, il commença à être pressenti comme possible chef pour le Parti, ce qui aurait peut-être permis de contrecarrer la mainmise du Parti libéral du Canada sur l'électorat québécois. L'un des partisans de Wagner lors de son adhésion au Parti fut le futur premier ministre Brian Mulroney. Cependant, celui-ci s'opposa graduellement à lui au point de se présenter contre lui lors de la course à la chefferie de 1976.
Selon le biographe John Sawatsky, cette volte-face fut parce que Wagner aurait menti lorsqu'il avait affirmé ne pas avoir de compensation financière lors de son adhésion au parti, qu'il n'avait pas réussi à augmenter considérablement le nombre de votes obtenus au Québec et que sa personnalité était plus formelle et moins charismatique que celle de Mulroney. Quoi qu'il en soit, il remporta les trois premiers scrutins mais dut s'incliner au quatrième tour face à Joe Clark.
En 1978, il devint sénateur progressiste-conservateur dans la division de Kennebec grâce à une nomination de Pierre Elliott Trudeau. L'une des raisons de son départ de la Chambre des communes fut une éventuelle détérioration de ses relations au sein du Parti avec le nouveau chef Clark. Il décéda d'un cancer l'année suivante, à l'âge de 54 ans.

## Vie privée
Le 31 octobre 1953, il épouse Gisèle Normandeau, une employée de bureau avec laquelle il aura trois enfants, Johanne, Richard et Christian. Son fils Richard poursuit également une carrière en droit. Il est nommé juge à la Cour suprême du Canada en 2012, puis juge en chef de ce même tribunal en 2017.